# Керичо
Керичо — місто в провінції Рифт-Валлі, Кенія. Адміністративний центр округу Керичо. Населений пункт є центром чайних плантацій країни. Є аеропорт Керичо.

## Клімат
Місто знаходиться у зоні, котра характеризується вологим тропічним кліматом. Найтепліший місяць — березень із середньою температурою 18.5 °C (65.3 °F). Найхолодніший місяць — липень, із середньою температурою 16.5 °С (61.7 °F).
| Клімат Керичо           | Клімат Керичо | Клімат Керичо | Клімат Керичо | Клімат Керичо | Клімат Керичо | Клімат Керичо | Клімат Керичо | Клімат Керичо | Клімат Керичо | Клімат Керичо | Клімат Керичо | Клімат Керичо | Клімат Керичо |
| Показник                | Січ.          | Лют.          | Бер.          | Квіт.         | Трав.         | Черв.         | Лип.          | Серп.         | Вер.          | Жовт.         | Лист.         | Груд.         | Рік           |
| Середня температура, °C | 18,1          | 18,4          | 18,5          | 18,1          | 17,6          | 16,9          | 16,5          | 16,8          | 17,1          | 17,7          | 17,6          | 17,8          | 17,6          |
| Норма опадів, мм        | 83.3          | 96.9          | 165.1         | 262.9         | 246.7         | 163           | 152.7         | 182.2         | 153.6         | 145.1         | 156.8         | 105.2         | 1913.5        |
| Днів з опадами          | 11,9          | 13,7          | 17,3          | 23,6          | 22,9          | 18,2          | 18,1          | 20,3          | 18,8          | 19,8          | 17,8          | 13,7          | 216,1         |
| Вологість повітря, %    | 55.4          | 56.4          | 58.9          | 69.3          | 72.7          | 73.7          | 70.5          | 68.2          | 63.5          | 61            | 63.7          | 58.6          | 64.3          |
| ----------------------- | ------------- | ------------- | ------------- | ------------- | ------------- | ------------- | ------------- | ------------- | ------------- | ------------- | ------------- | ------------- | ------------- |
| Джерело: Weatherbase    |               |               |               |               |               |               |               |               |               |               |               |               |               |

## Населення
У місті проживають представники народності календжин.

## Релігія
Місто є центром  однойменної католицької єпархії.

## Відомі жителі і уродженці
У місті народилися такі відомі бігуни як Вілсон Кіпружут, Джойс Чепчумба, Едвін Сой, Мерсі Чероні.